# The Best (piosenka)
The Best – piosenka autorstwa Mike’a Chapmana i Holly Knight, oryginalnie nagrana przez Brytyjkę Bonnie Tyler, która trafiła na jej album Hide Your Heart (1988).
Singel z wersją nagraną przez Tyler dotarł do 10. miejsca norweskiej listy przebojów VG-Lista i 95. pozycji na UK Singles Chart. Singel został wydany na CD w 1988 razem z dwoma wcześniej niewydanymi nagraniami wokalistki: „The Fire Below" i „Under Suspicion".

## Wersja Tiny Turner
Piosenka nagrana została także przez Amerykankę Tinę Turner wraz z Edgarem Winterem, który zagrał na saksofonie. Jej wersja znalazła się na 5. miejscu brytyjskiego zestawienia UK Singles Chart, a na amerykańskiej liście „Billbourdu” Hot 100 dotarła do 15. pozycji. Utwór znalazł się na jej albumie Foreign Affair (1989).